# 公共外交
公共外交（英語：public diplomacy）（或稱公眾外交），是指政府於國際關係中，发起的各种外交努力，旨在与外國的公眾進行直接沟通，建立对话，以獲外国公众支持，或者容忍政府的战略目标，定義不同於民間外交。随着国际秩序在20世纪发生較大变化，公共外交的实践方式也随之变化，相關人員開始通过使用各种工具和方法，包括：个人接触（personal contact）、媒体采访、互联网及教育外交，來進行交流。

## 方法
公共外交中使用了许多方法和工具。尼古拉斯·卡爾将公共外交的实践分为五个要素，包括：倾听、倡导、文化外交、交流外交（exchange diplomacy）和国际广播（IB）。 隨著当今愈趨城市化和全球化，公共外交出現不同的形式，包括通过建立姐妹城市、城市网络和智慧城市，建立外交關係。 
国际广播仍然是 21 世纪公共外交的关键要素。 传统上國力较弱的国家有機會藉此挑战强国的訊息霸权和垄断。 
透過美国之音、自由欧洲电台和自由电台等广播电台、富布赖特和国际访问者领导力计划等交流项目、美国在国外的艺术和表演以及互联网的使用都是用于实践公共外交的所有工具，取决于要与之交流的受众和要传达的信息。 

## 影响
根据 2021 年的一项研究，领导人的高层访问增加了外国公众對其之认可度。 